# 의병장 유인석 심의
의병장 유인석 심의는 충청북도 제천시에 있는 대한제국시대의 복식 유물이다. 2016년 6월 21일 대한민국의 국가등록문화재 제661호로 지정되었다.

## 개요
유인석이 평상복으로 입었던 이 옷은 심의(深衣) 1점, 머리에 쓰는 복건(幅巾) 1점, 허리띠 역할을 하는 대대(大帶) 1점으로 구성된다. 심의는 염색하지 않은 백세포(白細布)로 만들어졌으며 목 부분의 깃이 네모난 방령심의(方領深衣)이다.상의(衣)‧하의(裳)가 하나로 연결되어 있고, 깃과 소매 끝, 밑단 등에는 검은색 비단으로 가선(옷 가장자리 끝을 다른 헝겊으로 감아 돌린 선)을 둘렀다.
대대는 심의와 같은 재질로 제작되었으며 좌우 양 끝 가장자리의 일부분을 검은색 비단으로 감쌌다. 그리고 심의를 입을 때 함께 썼던 복건은 검은색 비단으로 만들었다. 이처럼 유인석 심의는 조선 시대 말(1870년대 이후) 통용된 심의로서 복식사적으로의 가치뿐만 아니라, 착용자인 유인석의 역사적‧인물사적으로도 중요하여 문화재로 등록되었다.

## 등록 사유
한국 근대사와 독립운동사에서 중요한 인물인 의병장 유인석이 평소 착용한 심의이다. 이 심의는 조선시대 말 (1870년대 이후) 통용된 심의로서 복식사적으로 중요한 자료이며 착용자 유인석은 독립운동을 활발히 전개하는 등 역사적 인물사적 가치가 높아 등록문화재로 등록하여 보존할 가치가 충분하다.

## 같이 보기
- 유인석

## 참고 자료
- 의병장 유인석 심의 - 국가유산청 국가유산포털